# كيني واين شيبرد
كيني واين شيبرد (بالإنجليزية: Kenny Wayne Shepherd)‏ هو مغني وملحن وعازف قيثارة أمريكي، ولد في 12 يونيو 1977 في شريفبورت في الولايات المتحدة.

## وصلات خارجية
- الموقع الرسمي
- كيني واين شيبرد على موقع IMDb (الإنجليزية)
- كيني واين شيبرد على موقع ميوزك برينز (الإنجليزية)
- كيني واين شيبرد على موقع إن إن دي بي (الإنجليزية)
- كيني واين شيبرد على موقع أول ميوزيك (الإنجليزية)
- كيني واين شيبرد على موقع ديسكوغز (الإنجليزية)
- كيني واين شيبرد على موقع ديسكوغز (الإنجليزية)
- كيني واين شيبرد على موقع قاعدة بيانات الفيلم (الإنجليزية)